# 格林斯法姆斯 (康乃狄克州)
格林斯法姆斯（英語：Greens Farms）是位於美國康乃狄克州費爾菲爾德縣西港境內的一個街區。

## 地理
格林斯法姆斯的座標為41°07′26″N 73°19′09″W / 41.12389°N 73.31917°W，而該地的平均海拔高度為15米（即49英尺）。